# ラクチド
ラクチド (lactide) は2分子のヒドロキシ酸において、互いのヒドロキシ基とカルボキシル基が脱水縮合してできたエステル結合を分子内に2つもつ環状化合物。この名称はこの種の化合物が乳酸から見つかったからである。従って単にラクチドというときは乳酸のラクチドをさす。ただし、IUPAC命名法ではジラクチド (dilactide) と命名するよう定められている。

## 命名法
ラクチドはヘテロ環として命名する。例えば、4-ヒドロキシブタン酸 (4-hydroxybutanoic acid) のラクチドは 1,6-ジオキサシクロデカン-2,7-ジオン (1,6-dioxacyclodecane-2,7-dione) となる。

## 合成
ラクチドはヒドロキシ酸を加熱することで生成する。

## 反応
ラクチドは加水分解することでもとのヒドロキシ酸に戻る。また、乳酸のラクチドは開環重合することでポリ乳酸になる。これは生分解性プラスチックの原料である。